# Aït Imloul
 (novembre 2015).
- Si vous ne connaissez pas le sujet, laissez ce bandeau (vous pouvez alors contacter les auteurs).
- Si vous supprimez le contenu mis en cause (vous pouvez préalablement contacter les auteurs),

argumentez précisément cette suppression dans la page de discussion
(un manque de référence n'est pas un argument ; une recherche réelle de référence doit avoir été effectuée, être formellement documentée).
Les Aït Imloul (en amazigh : ⴰⵢⵜ ⵉⵎⵍoⵓⵍ, Ayt Imlul) sont une tribu zénète originaire des hauts plateaux sétifiens (Algérie), mais aujourd'hui dispersée dans tout le Maghreb.

## Célébrités
- Ahmed Madoui dit "Ahmed L'Ours", Militant du PPA-MTLD à Tébessa (1949)
- Daoud Ibn Imloul, grand savant de l'époque almoravide [1]
- Yahia Ben Ymloul, Émir de Tozeur
- Liamine Zeroual, président de la République (1995 - 1999)
- Chaabane Ghodbane, Général major, commandant des forces navales.
- Boulaares Bouguerra, Chef-Médecin à l'hôpital de Bekkaria, soldat de la guerre d'Algerie(FLN) à Tébessa.